# یواس‌اس سی‌هورس (اس‌اس‌ان-۶۶۹)
یواس‌اس سی‌هورس (اس‌اس‌ان-۶۶۹) (به انگلیسی: USS Seahorse (SSN-669)) یک زیردریایی بود که طول آن ۲۹۲ فوت (۸۹ متر) بود. این زیردریایی در سال ۱۹۶۸ ساخته شد.